# پیپا گارد
پیپا گارد (انگلیسی: Pippa Guard؛ زادهٔ ۱۳ اکتبر ۱۹۵۲) بازیگر اهل بریتانیا است.
از فیلم‌ها یا مجموعه‌های تلویزیونی که وی در آن‌ها نقش داشته‌است، می‌توان به پوآرو و یک شغل نامناسب برای یک زن اشاره نمود.